# Rodrigo Moura Visoni
Rodrigo Moura Visoni (21 de março de 1980) é um pesquisador e arquivista brasileiro. 
Bacharelou-se em Arquivologia pela Universidade Federal do Estado do Rio de Janeiro. Em 2010, tornou-se segundo-tenente arquivista do Quadro Complementar da Aeronáutica, sendo promovido a primeiro-tenente em 2013. Serviu no Instituto Histórico-Cultural da Aeronáutica.
Visoni é autor dos livros Geniais inventores: brasileiros à frente do tempo (2016) Francisco João de Azevedo e a invenção da máquina de escrever (2018) e Roberto Landell de Moura - o precursor do Rádio (2018). Por este último, ganhou em 2019 o Prêmio Jabuti na categoria "Impressão". Visoni conta ainda com diversos artigos acadêmicos e publicações sobre Santos Dumont, no Brasil e em Portugal, havendo recebido o Prêmio Incaer de Cultura Aeronáutica em 2010 devido especialmente às pesquisas relacionadas à polêmica do pioneirismo da invenção do avião entre Santos Dumont e os irmãos Wright.